# Мечоносець зелений
Мечоносець зелений (Xiphophorus hellerii) — прісноводна живородна акваріумна риба родини пецилієвих. Одна з найстаріших окультурнених та популярних акваріумних риб.

## Характеристика
Природний колір мечоносця — зелений. Струнку сильну рибку легко впізнати за видовженими нижніми променями хвостового плавця у дорослих самців. Спина оливково-зелена, боки жовтувато-зелені. Черевце білувате. На світлі все тіло має зеленуватий або блакитний блиск. Від кінчика голови до хвоста проходить темно-фіолетовий або пурпуровий зигзаг на фоні зеленуватої блискучої смужки. У передній частині тіла є також кілька червонуватих прямих ліній. На спинному плавці міститься ряд дрібних червоних або коричнюватих крапок і рисок. Меч жовтіший, зверху і знизу облямований чорною смужкою. Самці до 8 см завдовжки, самиці — до 12 см. Меча в самиць немає. У водоймах, роз'єднаних сушею, мечоносці утворюють кілька підвидів, які трохи відрізняються за забарвленням.
Характерна ознака самця — це видовжений плавець у нижній частині тіла, так званий меч загострений на кінці. Проте цей меч нікого не поріже.
Характерна ознака самиці — це більший за самця розмір і невелике черево у нижній частині тіла.
Мечоносці лякливі і нерідко вискакують із своїх акваріумів. Живуть у воді будь-якої твердості, проте надають перевагу твердій воді з нейтральними реакціями. Живе і плодиться при температурі 24 — 26°С.

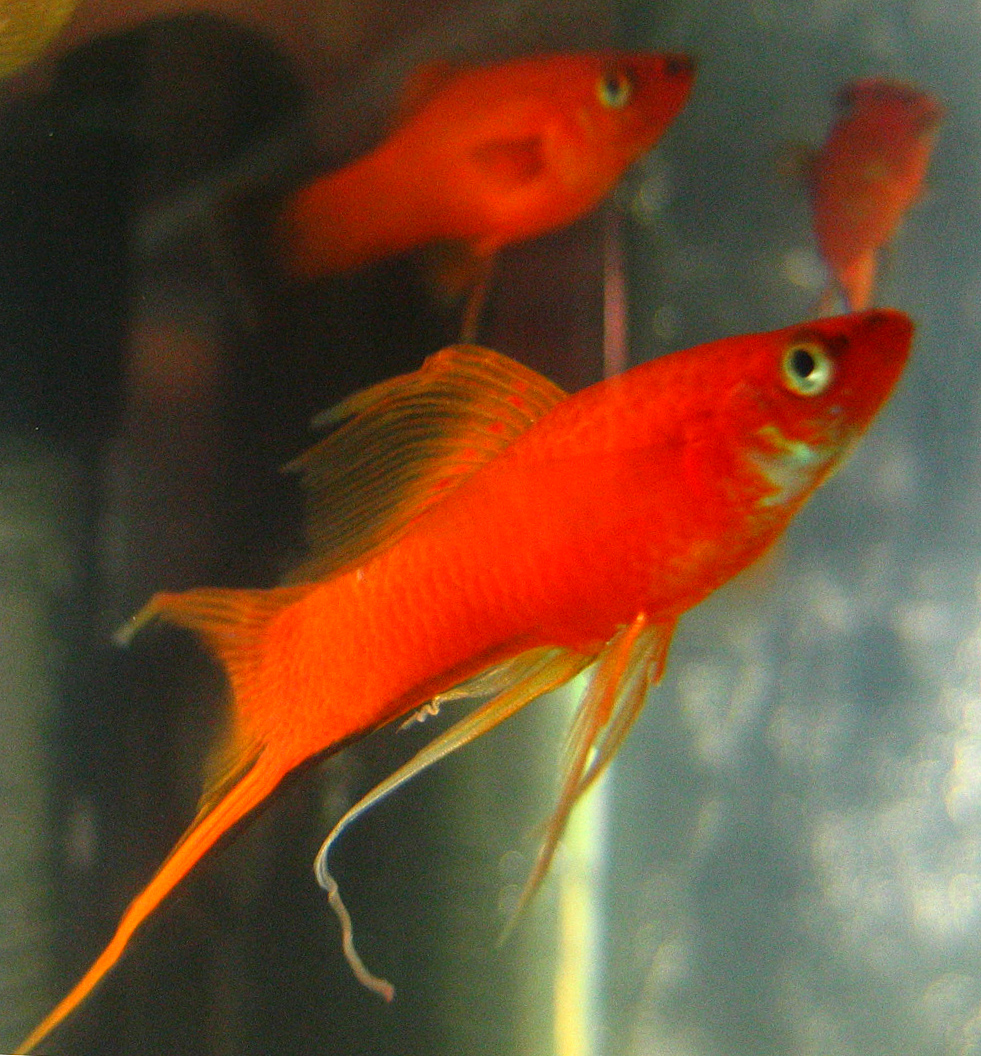
Мечоносець червоний

## Ареал
Природний ареал охоплює прісні та солонуваті води Північної та Центральної Америки від Веракрус (Мексика) до північно-західного Гондурасу.

## Селекційні форми рибки
Від схрещування акваріумних порід триколірної і звичайної пецилій з мечоносцями дістали чорного, червоного, тигрового, червоного з чорним спинним та хвостовим плавцями мечоносця-метелика. Добір гібридних мечоносців привів до появи вуалевих плавців, двох або трьох мечів. Дуже гарні також блідо-рожеві альбіноси мечоносців та ситцеві породи, у яких по молочно-рожевому тілу розкидані червоні і чорні цятки.

Для багатьох живородок та легкість, з якою вони здатні утворювати нові форми забарвлення та форми тіла, плавців, стали основною причиною того, що в акваріумістів важко знайти риб з природним забарвленням.

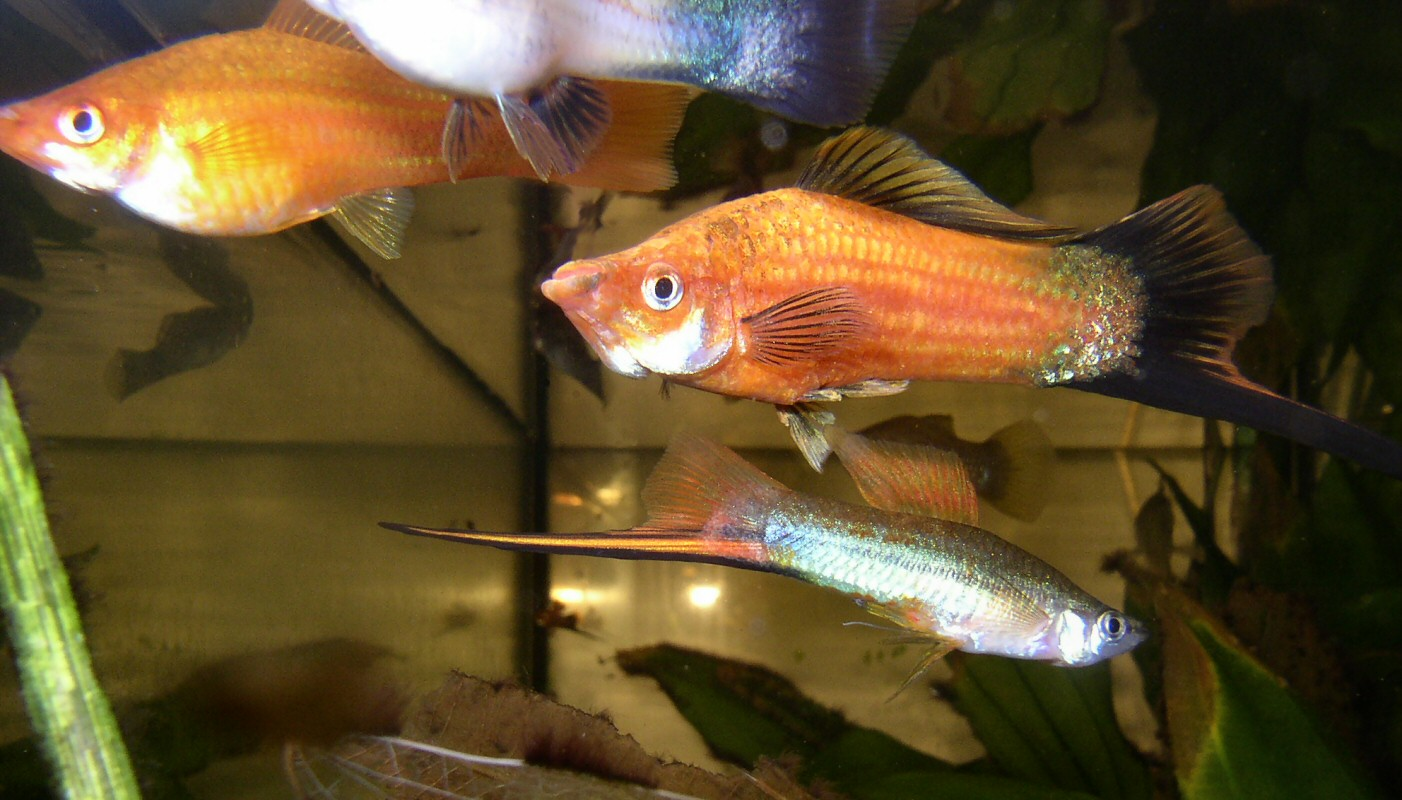
Різноманітні селекційні форми мечоносців

Продуктивна селекційна робота була б неможливою без високої плідності живородящих риб.

## Нерест
Це живородна риба, яка народжує мальків живими. Проте, слід подбати, щоб новонароджених мальків не з'їли їхні власні мами чи інші риби.
Доросла самка мечоносця народжує за один раз до сотні мальків, які відразу починають їсти й швидко ростуть. Молоді самки народжують по 10—20 мальків, але з кожним нерестом кількість їх зростає. Виношують потомство мечоносці та пецилії 30—35 днів, залежно від температури води.

Народжуються мальки мечоносців без певної статі й тільки згодом половина їх формується в самців, інші — в самок. Така властивість стає корисною, коли в маленькій водоймі залишається тільки дві рибки. Все одно з них виросте пара. Трапляється також, що рибка з добре помітними ознаками самки стає раптом самцем. Зміна статі буває і в інших живородок. Причиною цього можуть стати перенесене захворювання і несприятливі умови життя.
У сприятливих умовах мальки виростають протягом 3-ох місяців життя.

## Годівля
Їдять риби, як і усі живородні риби — багато. Їжа різноманітна — мотиль, черв'яки, дафнії і циклопи. Рот у риб верхній, яким вони легко збирають з поверхні води комах. В акваріумі риби охоче споживають штучні корми і очищають підводні предмети від нитчастих водоростей. Акваріум треба регулярно чистити, воду фільтрувати, замінювати свіжою. На одну особину вистачає 1—2 літри води якщо це 3—4-сантиметрова живородка, і близько 3—7 л для великих мечоносців. Продування води повітрям дає змогу щільніше заселити акваріум, але перенаселення допускати не можна. Краще брати більші акваріуми й населяти їх рибами різних видів, які добре уживаються між собою.
Вода в акваріумі повинна бути не стара, замінювана раз на 7—10 днів, твердість — середня. Температура води 20-25 °С. Освітлення яскраве, верхнє.